# Stanisław Wojciechowski
Stanisław Wojciechowski (15. března 1869, Kalisch, Prusko – 9. dubna 1953, Golobky, Polská lidová republika) byl polský politik, roku 1922 se stal druhým prezidentem druhé Polské republiky.

## Život

### Mládí
Stanisław Wojciechowski se narodil do šlechtické rodiny. V letech 1888–1891 studoval na Varšavské univerzitě matematiku a fyziku. Tam se také stal členem ilegální organizace „Zet“. Wojciechowski byl v roce 1891 zatčen za protesty pro nezávislost na Ruském impériu. Poté, co byl propuštěn, odešel do Paříže.

### Exil
V roce 1893 vstoupil Wojciechowski do Sociálně demokratické strany Polska, kde působil např. Karl Radek. Téhož roku se setkal a spřátelil s Józefem Piłsudským. Roku 1895 byl z Francie vyhnán. Nicméně v ní ilegálně zůstal až do roku 1899. Téhož roku se Wojciechowski odstěhoval do Londýna, kde vydával polsky psaný časopis Przedswit.
V roce 1905 začal spolu s Piłsudským publikovat časopis Robotnik. Roku 1906 se Wojciechowski vrátil do Ruska. Po návratu vystoupil ze Sociálně demokratické strany Polska a působil v časopisu Spolem.

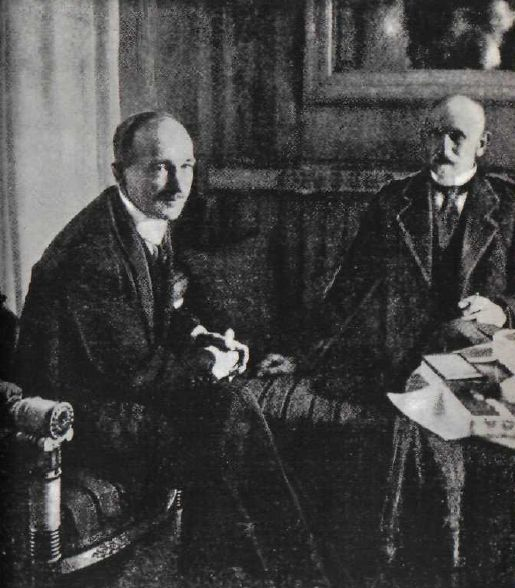
Československý politik Edvard Beneš s Wojciechowským roku 1925

### Politik
Wojciechowski věděl, že první světová válka představovala pro Rusko nebezpečí. Roku 1918 byl přinucen opustit Moskvu pod hrozbou zatčení.
Do prezidentských voleb zastával funkci ministra vnitra ve dvou vládách (ve vláda Ignacyho Jana Paderewského a vládě Leopolda Skulského). Roku 1922 byl zvolen do Sejmu za Polskou rolnickou stranu. Téhož roku se účastnil prezidentských voleb.
Ve druhém kole bojoval Wojciechowski proti kandidátovi za lidovou stranu Gabrieli Narutowiczowi a kandidátovi seskupení národnostních menšin Janu Baudouinu de Courtenay. Wojciechowski nakonec kandidaturu vzdal. Prezidentem se stal až po násilné smrti Narutowicze a po prozatímní vládě Macieje Rataje.

### Pád
Během vykonávání funkce se Wojciechowski pro své autoritářské přesvědčení dostával do konfliktů s vládou. Jeho dávný přítel Piłsudski zinscenoval povstání (tzv. Květnový převrat). Ačkoli na Wojciechowského straně stáli premiér Wincenty Witos, ministr války generál Juliusz Tarnawa-Malczewski či generálporučík Władysław Anders, byl Wojciechowski nucen odstoupit z funkce.
Stanisław Wojciechowski dožil polozapomenutý[zdroj⁠?!] v Golobkách v roce 1953.